# Saskia Handro
Saskia Handro (* 23. Oktober 1969 in Leipzig) ist eine deutsche Historikerin und Geschichtsdidaktikerin. 

## Werdegang
Saskia Handro studierte von 1988 bis 1994 Geschichte, Germanistik und Altphilologie und schloss ihr Studium 1994 mit dem Ersten Staatsexamen ab. Ein Studienaufenthalt an der Ohio University in Athens (USA) folgte. 1995 bis 1997 hatte sie einen Promotionsförderplatz am Historischen Seminar der Universität Leipzig inne und war dort ab 1998 wissenschaftliche Mitarbeiterin an der Professur Fachdidaktik Geschichte. Zwischen 2000 und 2003 war sie wissenschaftliche Mitarbeiterin bzw. Assistentin am Lehrstuhl für Neuere und Neueste Geschichte und Didaktik der Geschichte der Universität Dortmund. Ihre Promotion erfolgte im Juli 2001 an der Universität Leipzig. Seit Oktober 2003 war sie Juniorprofessorin für Didaktik der Geschichte an der Ruhr-Universität Bochum. Sie vertrat verschiedene geschichtsdidaktische Lehrstühle, so im Wintersemester 2004 in Dortmund und im Wintersemester 2005 in Münster. Seit Sommersemester 2006 ist sie Inhaberin des Lehrstuhls „Didaktik der Geschichte unter besonderer Berücksichtigung der historischen Lehr-Lernforschung“ an der Westfälischen Wilhelms-Universität Münster.